# Gillis van der Elst
Gillis Van der Elst (Pamel, gedoopt 26 december 1716 - Bavegem, 1748) alias Gillis van Pamel, was lid van de beruchte roversbende van Jan de Lichte.
In 1745 nam hij deel aan een gewelddadige overval op een molenaar in Onze-Lieve-Vrouw Lombeek (samen met zijn broer Adriaen en schoonbroer Francis Bosschaert), en nadien werd hij een van de centrale bendeleden. Zijn broer en schoonbroer werden geen lid van de bende. In de zomer van 1748 werd Gillis vermoord door Jan de Lichte en Adriaen Vagenende, naar verluidt omdat hij Jans maîtresse had mishandeld en beroofd (van haar zilveren schoengespen). Dit gebeurde in herberg In den Tinnen Pot in Bavegem.

## Levensloop
Gillis (Egidius) Van der Elst werd in 1716 geboren te Pamel als derde kind van Egidius Van der Elst (1685-1726) en Joanna Maria Lanckmans (1679-1748). Hij huwde op 17 mei 1736 te Pamel met Adriana Van der Kelen (1708-1753), met wie hij drie kinderen had: Joannes Baptiste, geboren te Pamel in 1736, Petronella, geboren te Pamel in 1739, en Carolus, geboren te Pamel in 1746. Hij pleegde meerdere misdaden samen met de bende van Jan de Lichte, onder meer een inbraak samen met Francies Tincke en de gebroeders Jacques en Jan le Couvreur in de parochie van Vollezele.

## Roofmoord op molenaar Peeter van Lierde
Op 1 januari 1745 vond een roofmoord op molenaar Peeter van Lierde plaats te Onze-Lieve-Vrouw-Lombeek.  Jan de Lichte was zelf niet betrokken, maar zijn latere bendeleden Pieter de Wilde, Jan de Vrieze en “Gillis van Pamel” (Egidius Van der Elst) wel. Het is in het kader van de klopjacht op de bende van Jan de Lichte dat de moordzaak op de molenaar opgelost raakte. Het was een ondervraging en foltering met duimschroeven die Pieter de Wilde deed praten en andere verdachten aanwijzen. Jan Bosschaert, broer Franciscus Bosschaert en hun schoonbroers Adriaan en Egidius Van der Elst kwamen als medeplichtigen in het vizier. Francis Bosschaert, gewapend met een geweer, en Egidius en Adriaan Van der Elst hadden tijdens een overval op het woonhuis van de Hertboommolen de wacht gehouden. Binnenin werd de molenaar in het ontstane tumult vermoord. Om aan de processen te ontlopen werd Francis Bosschaert soldaat in het Franse leger, waaruit hij in 1748 deserteerde en voorgoed wegvluchtte. Ook buur en schoonbroer Adriaan Van der Elst was Pamel (een tijdlang) ontvlucht. Gillis van Pamel (Egidius van der Elst) was voor de klopjacht van 1748 door de overheid al vermoord door Jan de Lichte en een ander bendelid. Egidius had immers Maria van Dorpe, de bijzit van Jan de Lichte, “met een mes bewerkt en haar zilveren schoengespen afgerukt”, waarop Jan de Lichte wraak nam en hem in Bavegem met een kompaan kwam neerschieten en doodsteken. Jan Bosschaert, in wiens huis de overval was gepland – bij het drinken van een kruik brandewijn – en die de weg naar de molen had getoond, werd uiteindelijk vrijgesproken. Pieter de Wilde, die op 23 november 1748 in Aalst werd opgehangen, had eerdere bezwarende verklaringen over Jan Bosschaert immers ingetrokken en Jan ontkende iets van de roofplannen te hebben gehoord.